# Thamir Abbas Ghadban

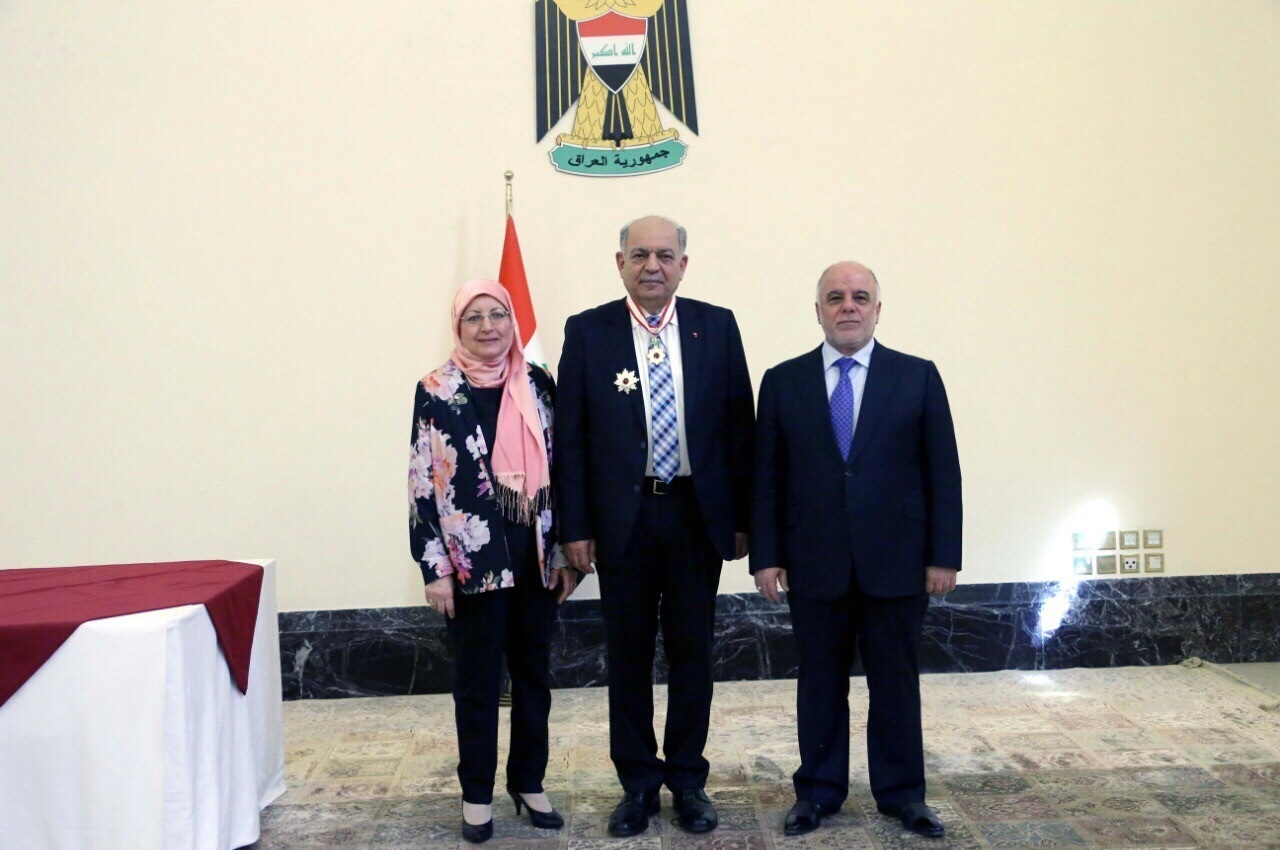
Thamir Abbas Ghadban (Mitte) anlässlich der Verleihung des Ordens der Aufgehenden Sonne

Thamir Abbas Ghadban (arabisch ثامر عباس غضبان, DMG Ṯāmir ʿAbbās Ġaḍbān; * April 1945 in der Ruinenstadt Babylon, Irak) ist ein irakischer Politiker und war in der irakischen Übergangsregierung Ölminister.

## Leben
Er studierte Geologie am University College in London und machte dort – wie in Ölmanagementkunde am Imperial College (ebenfalls London) – seinen Abschluss. Er war an mehr als 50 Studien zu den irakischen Ölvorkommen beteiligt. Weil er demokratische Reformen befürwortete, war er vom früheren Regime seiner Posten enthoben worden.
2016 wurde ihm der mehrfarbige Orden der Aufgehenden Sonne am Band verliehen.